# Lenguaje de descripción de interfaz
El lenguaje de descripción de interfaz o también lenguaje de definición de interfaz (en inglés, interface description language o respectivamente interface definition language, y su acrónimo IDL) es un lenguaje informático utilizado para describir la interfaz de componentes de software.
Describe una interfaz en un lenguaje neutral, que permite la comunicación entre componentes de software desarrollados en diferentes lenguajes de programación, como por ejemplo entre componentes escritos en C++ y otros escritos en Java.

## Usos del IDL
Son utilizadas con frecuencia en el software de las llamadas a procedimiento remoto (RPC, Remote Procedure Call), lo que permite a los sistemas de computadoras utilizar lenguajes y sistemas operativos diferentes. IDL ofrece un puente entre dos sistemas diferentes.
La definición de IDL es utilizada por:
- Sun Microsystems en su ONC RPC mediante el protocolo XDR,
- The Open Group en su sistema Distributed Computing Environment (DCE),
- IBM en su "System Object Model", Object Management Group (OMG) en CORBA,
- también en XML-RPC, SOAP y otros servicios web.

## Ejemplos de IDL
Algunos lenguajes de descripción o de definición de interfaz:
- IDL specification language, el IDL original.
- Microsoft Interface Definition Language (MIDL).
- Open Service Interface Definitions.
- Platform-Independent Component Modeling Language.
- WSDL, lenguaje de descripción de servicios web.